# Lukas Parik
Dr. med. Lukas Parik (*5. Juli 1982 in Valašské Meziříčí, Tschechien) ist ein tschechisch-deutscher Facharzt für Orthopädie und Unfallchirurgie. Seit Juli 2023 leitet er die Sektion für Orthopädie und das Endoprothetikzentrum am Klinikum St. Marien Amberg.

## Biografie
Lukas Parik wurde am 5. Juli 1982 in Valašské Meziříčí als Sohn des tschechischen Dirigenten Ivan Parik und der Pianistin Jitka Parikova geboren und lebt mit seiner Familie in Regensburg. Vor seiner Tätigkeit in Amberg war er an der orthopädischen Klinik der Universität Regensburg in Bad Abbach tätig. 
Seit dem 1. Juli 2023 leitet Parik die von ihm neu geschaffene Sektion für Orthopädie und Endoprothetik am Klinikum St. Marien Amberg, mit Spezialisierung auf Endoprothetik von Hüfte, Knie und Schulter. Dieses Sektion wurde eingerichtet, um moderne Konzepte wie die Fast-Track-Endoprothetik auch in Amberg zu etablieren. 
Neben seiner ärztlichen Tätigkeit ist Parik als Kirchenmusiker in mehreren Kirchen Regensburgs aktiv.